# Bow Wow

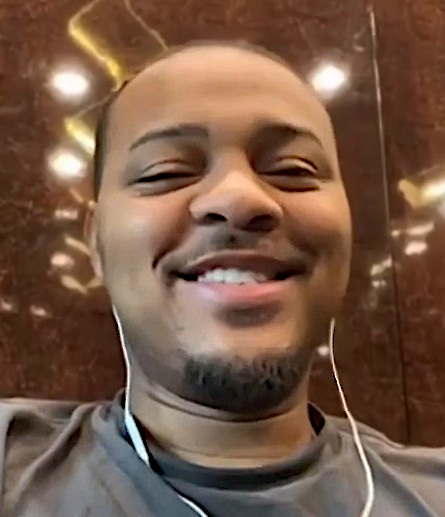
Bow Wow im Jahr 2022

Bow Wow (* 9. März 1987 in Columbus, Ohio; bürgerlicher Name Shad Gregory Moss), früher Lil’ Bow Wow, ist ein US-amerikanischer Rapper und Schauspieler, der bei Bad Boy Records unter Vertrag ist.

## Karriere
Bevor Snoop Dogg ihn mit sechs Jahren entdeckte, soll er „Kid Gangsta“ genannt worden sein. Dann bekam er von Snoop Dogg den Namen „Lil’ Bow Wow“ („kleiner Wauwau“) verpasst. Im Alter von 13 Jahren veröffentlichte er sein erstes Album Beware of Dog. Mit 16 nannte er sich letztendlich „Bow Wow“, um nicht mehr als der „kleine“ Newcomer im Hip-Hop-Geschäft zu gelten. Wie viele seiner Kollegen legt er sich auch gerne mehrere Namen an und nennt sich in einigen Songs Bow Wizzle oder Bow Weezy oder Neoskilla aka Loc Dog. Im Jahr 2021 hat Bow Wow das Wrestling-Training bei WWE aufgenommen und erhofft sich eine zweite Karriere als Wrestler. Zurzeit lebt er in Los Angeles (Kalifornien) und Atlanta (Georgia).
Von Februar bis Mai 2020 nahm Bow Wow als Frog an der dritten Staffel der US-amerikanischen Version von The Masked Singer teil und erreichte im Finale den dritten Platz. Im September 2023 sang er in einer Spezialfolge vor dem eigentlichen Start der zehnten Staffel der US-amerikanischen Version von The Masked Singer zusammen mit dem ehemaligen Teilnehmer Joey Fatone im Duett ABC der The Jackson Five.

## Diskografie

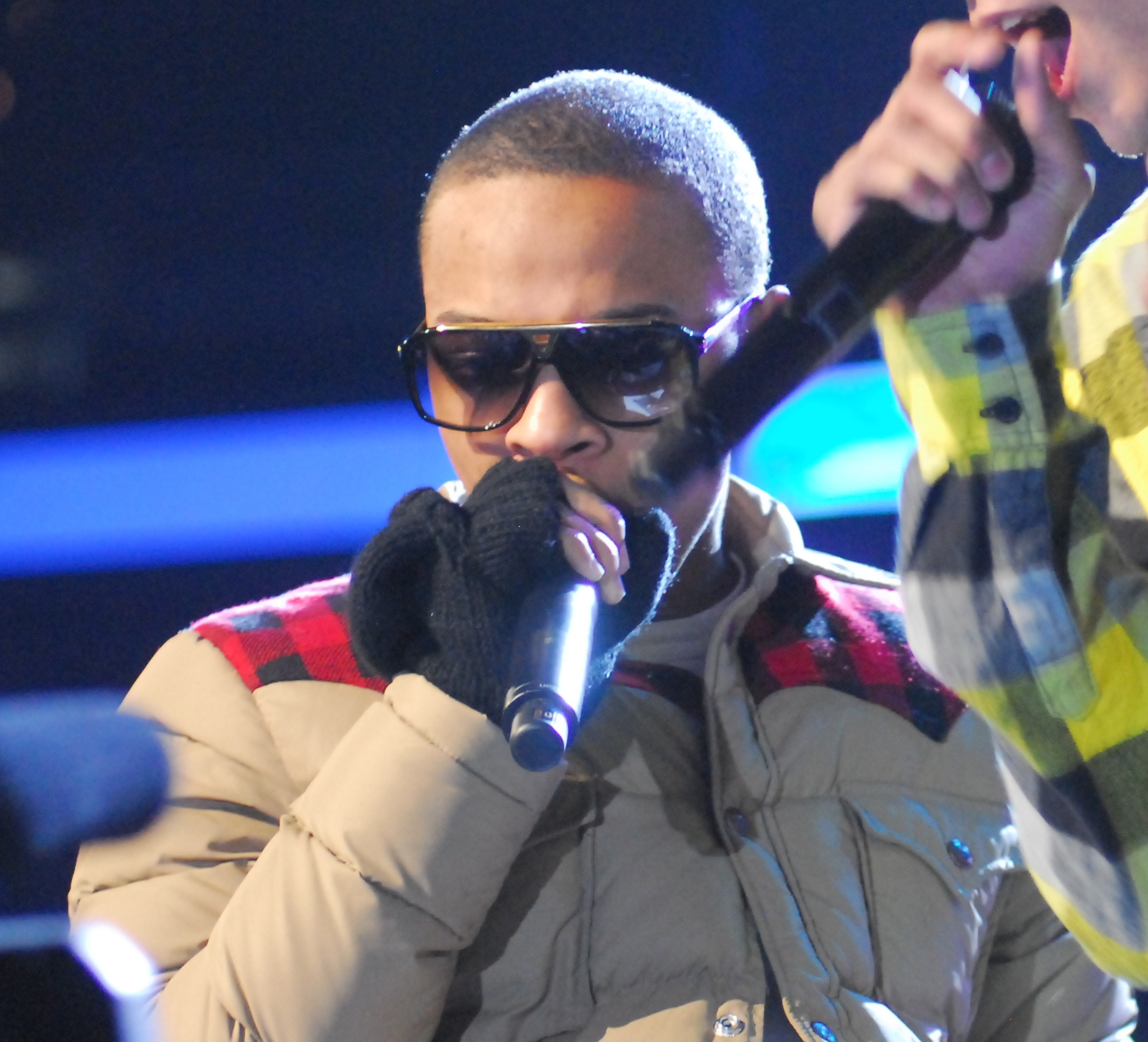
Bow Wow (2009)

### Studioalben
| Jahr | Titel             | Höchstplatzierung, Gesamtwochen, AuszeichnungChartplatzierungen< (Jahr, Titel, Platzierungen, Wochen, Auszeichnungen, Anmerkungen) | Höchstplatzierung, Gesamtwochen, AuszeichnungChartplatzierungen< (Jahr, Titel, Platzierungen, Wochen, Auszeichnungen, Anmerkungen) | Höchstplatzierung, Gesamtwochen, AuszeichnungChartplatzierungen< (Jahr, Titel, Platzierungen, Wochen, Auszeichnungen, Anmerkungen) | Höchstplatzierung, Gesamtwochen, AuszeichnungChartplatzierungen< (Jahr, Titel, Platzierungen, Wochen, Auszeichnungen, Anmerkungen) | Höchstplatzierung, Gesamtwochen, AuszeichnungChartplatzierungen< (Jahr, Titel, Platzierungen, Wochen, Auszeichnungen, Anmerkungen) | Anmerkungen                              |
| Jahr | Titel             | DE | AT | CH | UK | US | Anmerkungen                              |
| ---- | ----------------- | --- | --- | --- | --- | --- | ---------------------------------------- |
| 2000 | Beware of Dog     | DE61 (4 Wo.)DE | — | CH34 (8 Wo.)CH | UK79 (1 Wo.)UK | US8 ×2Doppelplatin · (52 Wo.)US | Erstveröffentlichung: 26. September 2000 |
| 2001 | Doggy Bag         | — | — | — | — | US11 Platin · (31 Wo.)US | Erstveröffentlichung: 18. Dezember 2001  |
| 2003 | Unleashed         | — | — | — | — | US3 Gold · (25 Wo.)US | Erstveröffentlichung: 22. Juli 2003      |
| 2005 | Wanted            | — | — | — | — | US3 Platin · (35 Wo.)US | Erstveröffentlichung: 12. Juli 2005      |
| 2006 | The Price of Fame | — | — | — | — | US6 Gold · (24 Wo.)US | Erstveröffentlichung: 19. Dezember 2006  |
| 2009 | New Jack City II  | — | — | — | — | US16 (5 Wo.)US | Erstveröffentlichung: 31. März 2009      |

### Kollaboalben
| Jahr | Titel    | Höchstplatzierung, Gesamtwochen, AuszeichnungChartplatzierungen (Jahr, Titel, Platzierungen, Wochen, Auszeichnungen, Anmerkungen) | Höchstplatzierung, Gesamtwochen, AuszeichnungChartplatzierungen (Jahr, Titel, Platzierungen, Wochen, Auszeichnungen, Anmerkungen) | Höchstplatzierung, Gesamtwochen, AuszeichnungChartplatzierungen (Jahr, Titel, Platzierungen, Wochen, Auszeichnungen, Anmerkungen) | Höchstplatzierung, Gesamtwochen, AuszeichnungChartplatzierungen (Jahr, Titel, Platzierungen, Wochen, Auszeichnungen, Anmerkungen) | Höchstplatzierung, Gesamtwochen, AuszeichnungChartplatzierungen (Jahr, Titel, Platzierungen, Wochen, Auszeichnungen, Anmerkungen) | Anmerkungen                                         |
| Jahr | Titel    | DE | AT | CH | UK | US | Anmerkungen                                         |
| ---- | -------- | --- | --- | --- | --- | --- | --------------------------------------------------- |
| 2007 | Face Off | — | — | — | — | US11 Gold · (13 Wo.)US | Erstveröffentlichung: 11. Dezember 2007 mit Omarion |

### Mixtapes
- 2008: Half Man, Half Dog Vol. 1
- 2009: Half Man, Half Dog Vol. 2
- 2009: The Green Light
- 2010: Greenlight 2
- 2010: Greenlight 3
- 2011: Greenlight 4
- 2011: I’m Better Than You

### Singles als Leadmusiker
| Jahr | Titel Album                            | Höchstplatzierung, Gesamtwochen, AuszeichnungChartplatzierungen (Jahr, Titel, Album, Platzierungen, Wochen, Auszeichnungen, Anmerkungen) | Höchstplatzierung, Gesamtwochen, AuszeichnungChartplatzierungen (Jahr, Titel, Album, Platzierungen, Wochen, Auszeichnungen, Anmerkungen) | Höchstplatzierung, Gesamtwochen, AuszeichnungChartplatzierungen (Jahr, Titel, Album, Platzierungen, Wochen, Auszeichnungen, Anmerkungen) | Höchstplatzierung, Gesamtwochen, AuszeichnungChartplatzierungen (Jahr, Titel, Album, Platzierungen, Wochen, Auszeichnungen, Anmerkungen) | Höchstplatzierung, Gesamtwochen, AuszeichnungChartplatzierungen (Jahr, Titel, Album, Platzierungen, Wochen, Auszeichnungen, Anmerkungen) | Anmerkungen                                                                      |
| Jahr | Titel Album                            | DE | AT | CH | UK | US | Anmerkungen                                                                      |
| ---- | -------------------------------------- | --- | --- | --- | --- | --- | -------------------------------------------------------------------------------- |
| 2000 | Bounce with Me Beware of Dog           | — | — | — | — | US20 (20 Wo.)US | Erstveröffentlichung: 8. August 2000 feat. Jermaine Dupri & Xscape               |
| 2000 | Bow Wow (That’s My Name) Beware of Dog | DE9 (19 Wo.)DE | AT18 (16 Wo.)AT | CH4 (22 Wo.)CH | UK6 (10 Wo.)UK | US21 (20 Wo.)US | Erstveröffentlichung: 17. Oktober 2000 feat. Snoop Dogg                          |
| 2001 | Puppy Love Beware of Dog               | DE89 (3 Wo.)DE | — | CH65 (6 Wo.)CH | — | US75 (7 Wo.)US | Erstveröffentlichung: 27. Januar 2001 feat. Jagged Edge                          |
| 2001 | Ghetto Girls Beware of Dog             | — | — | — | — | US91 (4 Wo.)US | Erstveröffentlichung: 21. Februar 2001                                           |
| 2001 | Thank You Doggy Bag                    | — | — | — | — | US93 (5 Wo.)US | Erstveröffentlichung: Dezember 2001 feat. Jermaine Dupri, Jagged Edge & Fundisha |
| 2002 | Take Ya Home Doggy Bag                 | — | — | — | — | US72 (7 Wo.)US | Erstveröffentlichung: 12. März 2002                                              |
| 2002 | Basketball Like Mike (O.S.T.)          | DE81 (5 Wo.)DE | — | CH53 (7 Wo.)CH | — | — | Erstveröffentlichung: 24. Juni 2002 feat. Jermaine Dupri, Fundisha & Fabolous    |
| 2003 | Let’s Get Down Unleashed               | — | — | — | UK93 (1 Wo.)UK | US14 (17 Wo.)US | Erstveröffentlichung: 24. Juni 2003 feat. Birdman                                |
| 2003 | My Baby Unleashed                      | — | — | — | — | US42 (11 Wo.)US | Erstveröffentlichung: Dezember 2003 feat. Jagged Edge                            |
| 2005 | Let Me Hold You Wanted                 | DE35 (9 Wo.)DE | — | — | UK27 (11 Wo.)UK | US4 Gold + Platin (Mastertone) · (24 Wo.)US                                                                                              | Erstveröffentlichung: 11. März 2005 feat. Omarion                                |
| 2005 | Like You Wanted                        | DE39 (9 Wo.)DE | — | CH72 (9 Wo.)CH | UK17 Silber · (6 Wo.)UK | US3 Gold + Platin (Mastertone) · (21 Wo.)US                                                                                              | Erstveröffentlichung: 6. August 2005 feat. Ciara                                 |
| 2006 | Fresh Azimiz Wanted                    | — | — | — | — | US23 Gold + Gold (Mastertone) · (20 Wo.)US                                                                                               | Erstveröffentlichung: 5. Januar 2006 feat. Jermaine Dupri & J-Kwon               |
| 2006 | Shortie Like Mine The Price of Fame    | — | — | — | — | US9 Gold + Platin (Mastertone) · (21 Wo.)US                                                                                              | Erstveröffentlichung: 23. Oktober 2006 feat. Chris Brown & Johntá Austin         |
| 2007 | Outta My System The Price of Fame      | — | — | — | — | US22 Platin (Mastertone) · (20 Wo.)US | Erstveröffentlichung: 13. Februar 2007 feat. T-Pain & Johntá Austin              |
| 2007 | Girlfriend Face Off                    | — | — | — | — | US33 (15 Wo.)US | Erstveröffentlichung: 12. Oktober 2007 mit Omarion                               |
| 2008 | Marco Polo New Jack City II            | — | — | — | — | US66 (3 Wo.)US | Erstveröffentlichung: 15. Juli 2008 feat. Soulja Boy                             |
| 2008 | You Can Get It All New Jack City II    | — | — | — | — | US55 (10 Wo.)US | Erstveröffentlichung: Dezember 2008 feat. Johntá Austin                          |
| 2011 | Sweat –                                | — | — | — | — | US48 (1 Wo.)US | Erstveröffentlichung: November 2011 feat. Lil Wayne                              |

Weitere Singles
- 2008: Big Girls
- 2009: Roc the Mic
- 2010: Ain’t Thinkin’ ’Bout You
- 2012: We in da Club
- 2012: Better
- 2018: Made U
- 2018: Yeaahh
- 2018: Woah
- 2018: Pussy Talk
- 2018: Broken Heart
- 2020: Met On Collins
- 2021: My Pain

### Singles als Gastmusiker
| Jahr | Titel Album                             | Höchstplatzierung, Gesamtwochen, AuszeichnungChartplatzierungen (Jahr, Titel, Album, Platzierungen, Wochen, Auszeichnungen, Anmerkungen) | Höchstplatzierung, Gesamtwochen, AuszeichnungChartplatzierungen (Jahr, Titel, Album, Platzierungen, Wochen, Auszeichnungen, Anmerkungen) | Höchstplatzierung, Gesamtwochen, AuszeichnungChartplatzierungen (Jahr, Titel, Album, Platzierungen, Wochen, Auszeichnungen, Anmerkungen) | Höchstplatzierung, Gesamtwochen, AuszeichnungChartplatzierungen (Jahr, Titel, Album, Platzierungen, Wochen, Auszeichnungen, Anmerkungen) | Höchstplatzierung, Gesamtwochen, AuszeichnungChartplatzierungen (Jahr, Titel, Album, Platzierungen, Wochen, Auszeichnungen, Anmerkungen) | Anmerkungen                                                                                      |
| Jahr | Titel Album                             | DE | AT | CH | UK | US | Anmerkungen                                                                                      |
| ---- | --------------------------------------- | --- | --- | --- | --- | --- | ------------------------------------------------------------------------------------------------ |
| 2004 | Baby It’s You Jojo                      | DE15 (9 Wo.)DE | AT41 (7 Wo.)AT | CH14 (15 Wo.)CH | UK8 (9 Wo.)UK | US22 (18 Wo.)US | Erstveröffentlichung: 6. September 2004 JoJo feat. Bow Wow                                       |
| 2005 | I Think They Like Me On Top of Our Game | — | — | — | UK66 (1 Wo.)UK | US15 Gold · (26 Wo.)US | Erstveröffentlichung: 13. August 2005 Dem Franchize Boyz feat. Da Brat, Jermaine Dupri & Bow Wow |
| 2007 | Easy Paula DeAnda                       | — | — | — | — | US64 (11 Wo.)US | Erstveröffentlichung: 26. Juni 2007 Paula DeAnda feat. Bow Wow                                   |

Weitere Gastbeiträge
- 2006: Side 2 Side (Three 6 Mafia feat. Bow Wow & Project Pat)
- 2007: Lil’ L.O.V.E. (Bone Thugs-n-Harmony feat. Mariah Carey & Bow Wow)
- 2007: Hydrolics (B5 feat. Bow Wow)
- 2008: I’m Grown (Tiffany Evans feat. Bow Wow)
- 2013: All We Know (DJ Absolut feat. Ace Hood, Ray J, Swizz Beatz, Bow Wow & Fat Joe)
- 2021: Ex (Omarion feat. Bow Wow & Soulja Boy)

### Videoalben
- 2005: Scream Tour IV: Heartthrobs Live (mit Omarion, US: Gold)

## Auszeichnungen für Musikverkäufe
| Silberne Schallplatte - Frankreich - 2001: für das Album Beware of Dog Goldene Schallplatte - Belgien - 2001: für die Single Bow Wow (That’s My Name) - Frankreich - 2001: für die Single Bow Wow (That’s My Name) - Neuseeland - 2001: für die Single Bow Wow (That’s My Name) - 2001: für das Album Beware of Dog - 2016: für die Single Outta My System - 2023: für das Album The Price of Fame - 2023: für das Album Wanted - Schweden - 2001: für die Single Bow Wow (That’s My Name) | Platin-Schallplatte - Australien - 2001: für die Single Bow Wow (That’s My Name) - Kanada - 2002: für das Album Beware of Dog - Neuseeland - 2022: für die Single Let Me Hold You |

Anmerkung: Auszeichnungen in Ländern aus den Charttabellen bzw. Chartboxen sind in ebendiesen zu finden.
| Land/RegionAuszeichnungen für Musikverkäufe (Land/Region, Auszeichnungen, Verkäufe, Quellen) | Silber     | Gold       | Platin       | Verkäufe   | Quellen                           |
| -------------------------------------------------------------------------------------------- | ---------- | ---------- | ------------ | ---------- | --------------------------------- |
| Australien (ARIA)                                                                            | —          | —          | Platin1      | 70.000     | aria.com.au                       |
| Belgien (BRMA)                                                                               | —          | Gold1      | —            | 25.000     | ultratop.be                       |
| Frankreich (SNEP)                                                                            | Silber1    | Gold1      | —            | 300.000    | infodisc.fr                       |
| Kanada (MC)                                                                                  | —          | —          | Platin1      | 100.000    | musiccanada.com                   |
| Neuseeland (RMNZ)                                                                            | —          | 5× Gold5   | Platin1      | 65.000     | aotearoamusiccharts.co.nz NZ2 NZ3 |
| Schweden (IFPI)                                                                              | —          | Gold1      | —            | 15.000     | sverigetopplistan.se              |
| Vereinigte Staaten (RIAA)                                                                    | —          | 10× Gold10 | 8× Platin8   | 12.550.000 | riaa.com                          |
| Vereinigtes Königreich (BPI)                                                                 | Silber1    | —          | —            | 200.000    | bpi.co.uk                         |
| Insgesamt                                                                                    | 2× Silber2 | 18× Gold18 | 11× Platin11 |            |                                   |

## Filmografie
Film
- 2002: All About the Money (All About the Benjamins)
- 2002: Like Mike
- 2004: Familie Johnson geht auf Reisen
- 2005: Roll Bounce
- 2006: The Fast and the Furious: Tokyo Drift
- 2009: Hurricane Season
- 2010: Lottery Ticket
- 2010: Madeas Big Happy Family
- 2011: The Family Tree
- 2012: Before the War – Allegiance
- 2013: Scary Movie 5
- 2015: Fast & Furious 7
- 2021: Fast & Furious 9 (F9)

Fernsehserien
- 2001: Moesha (Folge 6x15)
- 2006: Smallville (Folge 6x06)
- 2008: Alles Betty! (Ugly Betty, Folge 2x11)
- 2008–2009: Entourage (5 Folgen)
- 2011–2012: The Secret Life of the American Teenager (2 Folgen)
- 2015–2016: CSI: Cyber (31 Folgen)
- 2020: The Masked Singer (Fernsehsendung, Teilnehmer Staffel 3, 3. Platz)